# Église Santi Pellegrino ed Emiliano
L'église Santi Pellegrino ed Emiliano (Saint-Pérégrin-et-Saint-Émilien) est une église de Naples située vico San Pellegrino, dans le cœur historique de la ville.

## Histoire et description
L'église Saint-Pérégrin est édifiée en 1383 en action de grâce à la fin de l'épidémie de peste et consacrée sous le règne de Charles III d'Anjou. Elle est remaniée plusieurs fois au cours des siècles, ce qui en modifie l'intérieur. Le remaniement complet de Domenico Antonio Vaccaro est le plus important; il a lieu en 1735. Elle est affectée alors à la corporation des apothicaires et ajoute saint Émilien comme saint titulaire, patron des préparateurs en pharmacie.
La façade est légèrement en retrait de la rue et caractérisée par un portail de piperno, des piliers aux chapiteaux composites et des stucs aux ornementations typiques du baroque napolitain. Des reliques des saints titulaires sont conservées dans cette église, ainsi qu'un tableau sur le maître-autel les figurant.
La zone est l'objet de fouilles archéologiques, l'ancien cloître ayant été partiellement démoli pour fouiller un théâtre romain.

## Source de la traduction
- (it) Cet article est partiellement ou en totalité issu de l’article de Wikipédia en italien intitulé « Chiesa dei Santi Pellegrino es Emiliano » (voir la liste des auteurs).